# Нефтеперерабатывающий завод имени А. Д. Шерипова
Грозненский нефтеперерабатывающий завод имени Асланбека Шерипова (сокращённо ГНПЗ им. А. Шерипова) — крупное нефтеперерабатывающее предприятие в Грозном. В советское время ГНПЗ им. А. Шерипова был подчинён Министерству нефтеперерабатывающей и нефтехимической промышленности СССР.

## История
Завод был создан в 1939 году. За годы советской власти превратился в одно из крупнейших в отрасли предприятий СССР — его цеха тянулись на 10-12 км. В 1961 году на заводе был впервые получен парафин. 
В 1960-х годах в связи с активной разработкой нефтей Северо-Кавказский нефтегазоносный бассейн на ГНПЗ появилась необходимость в строительстве установок по производству парафинов и технических масел. В конце 1965 года на ГНПЗ были введены в строй установки первичной переработки нефти АВТ-2. 
В 1967 году заводу было присвоено имя известного в республике революционера Асланбека Шерипова.
Уничтожен российской авиацией в 1999 году.